# Hans Jürgen Herrmann
Hans Jürgen Herrmann (* 1. Januar 1954 in Havanna) ist ein deutscher Physiker, der sich mit granularer Materie beschäftigt.
Herrmann wuchs in Bogotá auf. Er studierte ab 1972 Physik an der Universität Göttingen und der Universität Köln. Danach war er als Post-Doc in den USA (Athens (Georgia), Boston University) und am französischen Kernforschungszentrum in Saclay.  Danach war er am Forschungszentrum Jülich und ab 1994 am ESPCI in Paris, bevor er Direktor des Zentrums für Computerphysik an der Universität Stuttgart wurde. Zuletzt war er bis zu seiner Emeritierung Professor am Institut für Baustoffe an der ETH Zürich.
Herrmann studierte das Verhalten granularer Materie, zum Beispiel von Sanddünen, durch Simulation am Computer und Vergleich mit dem Verhalten in der Natur (zum Beispiel auf Expeditionen in Brasilien, Marokko, er untersuchte auch Sanddünen auf dem Mars). Beispielsweise wies er Solitonen-artiges Verhalten von Sanddünen nach.  Er arbeitete auch über andere Anwendungen von Self Organized Criticality (SOC), zum Beispiel im Gehirn oder bei der Verkehrssimulation, Dendritenwachstum, Bruchmechanismen, Biegung von Drähten und zelluläre Automaten.
Im Jahr 2002 erhielt er einen Max-Planck-Forschungspreis, 2005 den Gentner-Kastler-Preis. 2006 wurde er Fellow der American Physical Society, die ihm für 2018 ihren Aneesur-Rahman-Preis zusprach.